# Les grands sentiments font les bons gueuletons
Pour plus de détails, voir Fiche technique et Distribution.
Les grands sentiments font les bons gueuletons est un film français réalisé par Michel Berny, sorti en 1973.

## Synopsis
Dans une cité moderne, sont célébrés le même jour un mariage et un enterrement. Situations incongrues et gags de toutes sortes se succèdent.

## Fiche technique
- Titre : Les grands sentiments font les bons gueuletons
- Réalisation : Michel Berny, assisté de Laurent Ferrier
- Scénario : Michel Berny et André Ruellan
- Photographie : Claude Agostini
- Musique : Vladimir Cosma
- Pays d'origine :  France
- Année : 1973
- Genre : comédie
- Durée : 105 min
- Date : 12 décembre 1973

## Distribution
- Michel Bouquet : Claude Reverson
- Jean Carmet : Georges Armand
- Michael Lonsdale : Stéphane
- Anouk Ferjac : Paulette Reverson
- Gabrielle Doulcet : Tante Yvette
- Anicée Alvina : Anne-Marie
- Micheline Luccioni : Christine Armand
- Jean-Jacques Moreau : Serge
- Jacques Plée : un convive sifflant malencontreusement dans la patte du Homard
- Jacques Dynam : L'oncle "qui fait rire"
- Jacques Ramade : le cousin de Georges "Maman a raison !"
- Jacques Canselier : M. Legrand (voisin handicapé)
- Henri Guybet : organisateur du buffet matrimonial
- Chantal Aba : une hôtesse du buffet
- Diane Reydi
- Sophie Chemineau
- Pierre Collet
- Claude Legros : Responsable des Pompes Funèbres
- Jean Tolzac